# 田村翔子 (モデル・女優)
田村 翔子（たむら しょうこ）は、日本のモデル、女優、起業家。東京都出身。

## 略歴
父親の仕事の関係で、7歳から15歳までをベルギーやシンガポールで過ごす。帰国後、青山学院大学文学部仏文科在学中にモデルとしてスカウトされる。当初は仕事に恵まれなかったが、1985年にタケダ漢方便秘薬の神社仏閣の境内で木刀を振るCMに出演し、注目される。その後は多数のCMに出演するとともに、ファッション誌の表紙を飾るようになる。1987年には、『木曜日の女 男と女、究極の不良物語』で女優としてデビュー。近年は子育てや健康に関して、執筆したエッセイや取材を受けた記事が多くの雑誌に掲載されている。
2020年に株式会社ファウナを設立し、代表取締役社長に就任。モデル業の他、スキーリゾート及び高付加価値商品・サービスの企画開発プロデュースなどに携わる。東京都唯一の村、秘境・檜原村のランドスケープホテル「Theater1」オーナー。

## プロフィール
- 出身地：東京都
- 身長：168cm
- 血液型：A型
- 趣味：ヨガ、旅行
- 特技：英語、フランス語
- 所属事務所：プントリネア

## 主要な作品

### 映画
- 喪の仕事（1991年、君塚匠監督） - 萩原弥生役
- 無頼平野（1995年、石井輝男監督） - 女流詩人役
- 宇宙貨物船レムナント6（1996年、万田邦敏監督） - 西明日香二尉役
- 樹の上の草魚（1997年、石川淳志監督） - 鳥井山光枝役
- 川の流れのように（2000年、秋元康監督） - 森下明美役
- 血を吸う宇宙（2001年、佐々木浩久監督） - 司書役

### 舞台
- 天使がくれたラブレター（1995年2月）
- 雫れる果実（1996年、蜷川幸雄演出）

### テレビドラマ
- 木曜日の女 男と女、究極の不良物語（1987年、テレビ朝日系）
- アルファベット2/3（1992年、フジテレビ系） - 『バナナチップス・ラヴ』の続編
- 雀色時（1992年、よみうりテレビ系）
- 悪いこと（1992年4月-9月、フジテレビ系）
- 将軍家光忍び旅 第2シリーズ 第19話「冬の蛍、罠に落ちた純愛」（1993年、テレビ朝日系） - おその 役
- 月曜ドラマ・イン クニさんちの魔女たち（1994年4月-6月、テレビ朝日系）- 岡村ふたば 役
- 火曜サスペンス劇場 夜の事情 一生を約束された幸福な夫が、新築のマイホームで妻を殺す理由（1994年、日本テレビ系）
- 松本清張特別企画・夜光の階段（1995年9月、TBS系）
- 学校の怪談R 第2話：妖怪リリーちゃん（1996年7月20日、フジテレビ系） - 先生 役
- ギフト（1997年、フジテレビ系） - 第5話
- 火曜サスペンス劇場 警部補 佃次郎 10 つぐない（2000年、日本テレビ系） - 若松久子 役

### テレビ（ドラマ以外)
- 平成教育委員会（1992年11月21日、フジテレビ系） - 生徒
- 料理の鉄人（1994年7月15日、フジテレビ系） - 審査員
- 真夜中の王国（1996年、NHK BS2） - 鈴木慶一とともに司会を務めた
- 世界・ふしぎ発見!（TBS系） - ミステリーハンター
  - 三島由紀夫伝説（1996年9月28日）
  - 雅楽のルーツを求めて 知られざるシルクロード興亡史（1999年7月3日）
- 独占! 第56回カンヌ映画祭 開会式 / 授賞式（2003年、CSN1ムービーチャンネル） - ナビゲーター
- ハイビジョンスペシャル　味覚の迷宮　ベトナム 〜二つの大河 食の大紀行〜（2001年10月26日、BS hi、120分） - レポーター

### CM
- タケダ 漢方便秘薬（1985年）
- サントリー　クレスト12年　(1990年）
- 日産 スカイライン（R33前期型・発売初期）（1993年-1994年）
- 日本リーバ レセナ（1996年）
- キリンビール キリン一番搾り生ビール（1997年）
- ライオン デンター薬用ハーブコート（1998年）
- 西武百貨店（1999年）
- 日本生命（2000年）
- 花王 エマール（2001年-2003年）
- 三菱地所 カルチェリベルテ学園都市（2003年）
- ジュジュ化粧品 Dr. セラミノ（2005年）
- ユニクロ（2006年1月-3月）
- 銀座ステファニー化粧品　PLACENTISTクッションファンデーション（2017年）

### ラジオ
- ラ・ヴィ・アクサンテュエ （J-WAVE） - パーソナリティー

### 書籍
- 大人のホテル 12人の美女との2泊3日（1999年、オータパブリケイションズ ISBN 978-4900297470） - 中谷彰宏著
- キューピーが恋を運んできた日（2005年、宝島社 ISBN 978-4796650076） - 絵本、ローズ・オニール原作

### 雑誌
- インゲボルグの四季 - 『婦人画報』（アシェット婦人画報社）連載
- 季節の贈り物 - 『ニコスマガジン』（NICOS）連載